# Carl Wilhelm Hübner

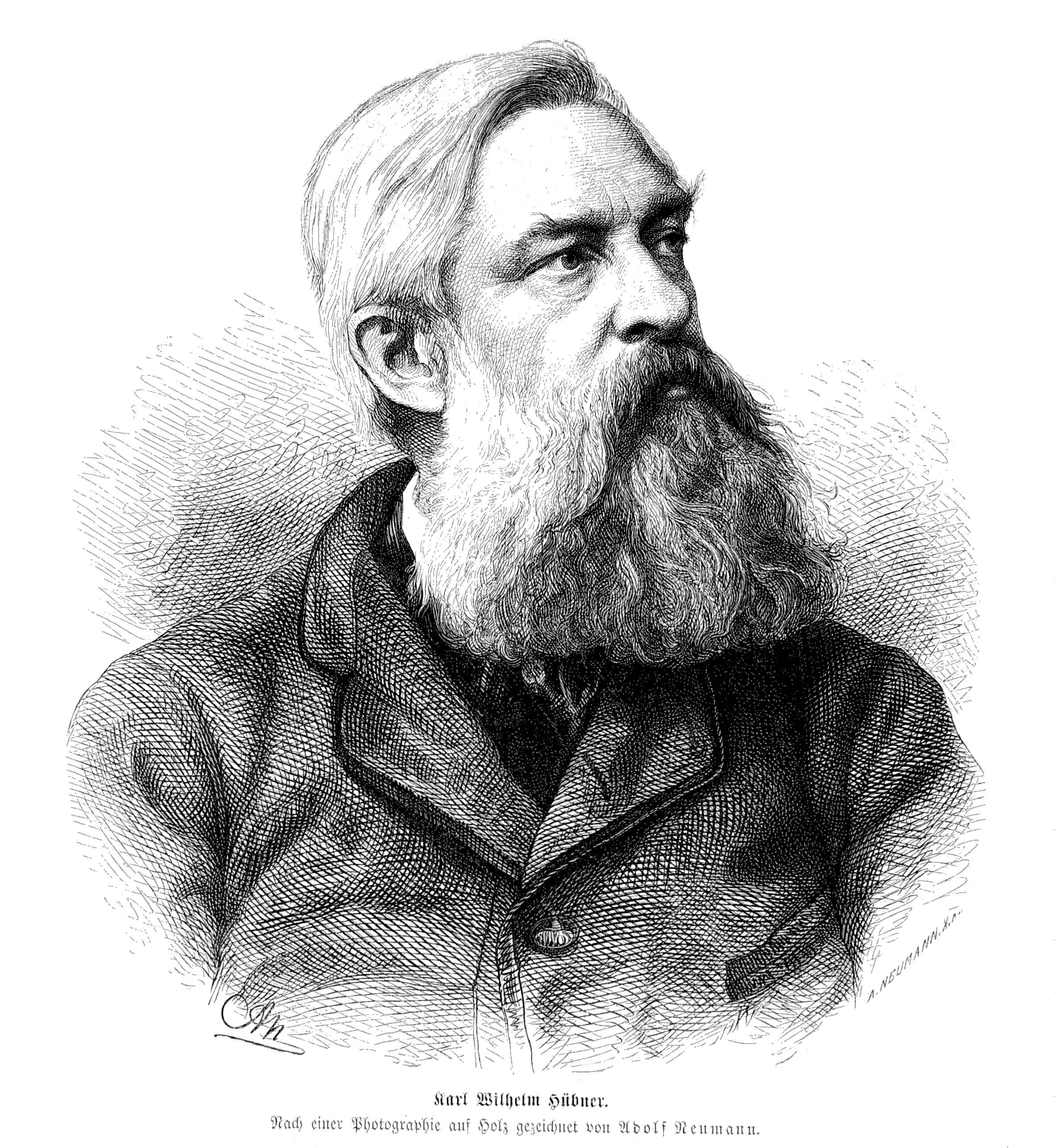
Karl Wilhelm Hübner, nach einer Fotografie auf Holz gezeichnet von Adolf Neumann

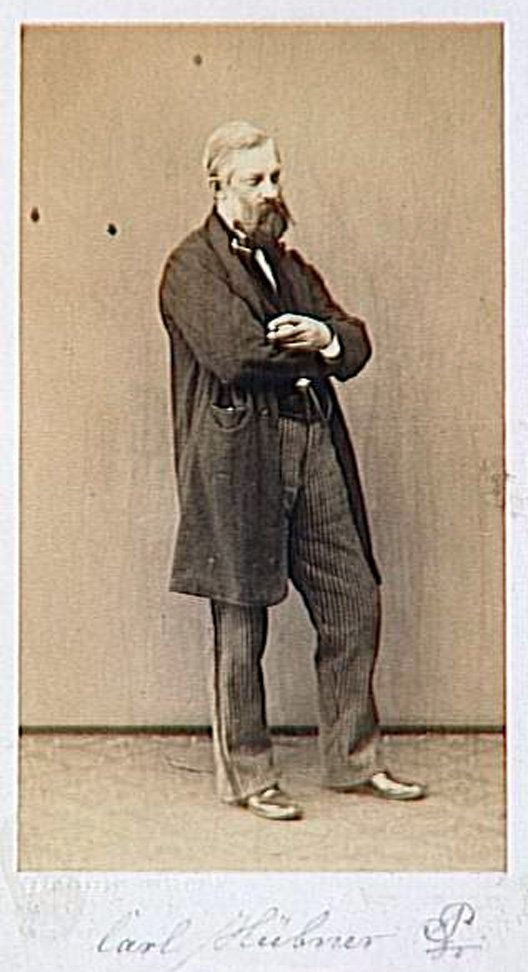
Carl Wilhelm Hübner, Foto Arnold Overbeck, Gebr. G. & A. Overbeck in Düsseldorf

Carl Wilhelm Hübner (* 17. Juni 1814 in Königsberg; † 5. Dezember 1879 in Düsseldorf) war ein deutscher Genre- und Landschaftsmaler der Romantik und des Realismus.

## Leben
Seinen ersten künstlerischen Unterricht bekam Hübner, Sohn eines armen Bauhandwerkers, bei Professor Johann Eduard Wolff in seiner Heimatstadt. Durch dessen Förderung wurde Hübner 1837 mit 23 Jahren an der Düsseldorfer Kunstakademie aufgenommen. Er blieb dort bis 1841 und war dort Schüler von Wilhelm von Schadow und Carl Ferdinand Sohn.
Hübner gilt als Vertreter der Düsseldorfer Malerschule. Ab 1841 führte er ein eigenes Atelier in Pempelfort und hatte eine Caroline, geborene Dorn, geheiratet, die ihm viele Kinder schenkte. Zwei Söhne gingen in die Vereinigten Staaten. Der Sohn Joseph Julius Hübner wurde ebenfalls Maler.
Hauptwerke Hübners sind Ölgemälde mit Darstellungen von Szenen des Alltags, vor allem Szenen menschlicher und sozialer Konflikte. Sein Augenmerk galt oft der Betrachtung „der anderen Seite“, wie zum Beispiel dem Leben von Dieben, Schmugglern oder Wilderern.
Ein bekanntes Werk ist das Gemälde Die schlesischen Weber, in dem unter dem Eindruck der ökonomischen Lage der Weber die menschlichen, sozialen und damit politischen Konflikte des Arbeiterdaseins im Zeichen der sich verändernden Welt in der Mitte des 19. Jahrhunderts anhand der Darstellung eines bürgerlichen Fabrikanten und der von ihm abhängigen Weber Ausdruck finden (Pauperismus, soziale Frage). Das Bild wurde 1844 unter großem Publikumsandrang in Köln, Berlin, Halberstadt und anderen deutschen Orten gezeigt. Es ist in Stil und Aussage verwandt mit Wilhelm Kleinenbroichs Gemälde Die Mahl- und Schlachtsteuer. Wegen gesellschaftskritischer Parteinahme für die schlesischen Weber warf ihm ein Teil der Kunstkritik vor, Tendenzmalerei zu betreiben.
1847 unternahm Hübner eine ausgedehnte Studienreise durch die Vereinigten Staaten. Seine Skizzen, die dabei entstanden, bildeten nach seiner Rückkehr die Basis vieler seiner Bilder. Am 6. August 1848 war Hübner maßgeblich an der Gründung des Künstlervereins Malkasten beteiligt und einige Zeit auch dessen Vorsitzender. Der Verein der Düsseldorfer Künstler zur gegenseitigen Unterstützung und Hülfe zählte ihn zu seinem Vorstand, zudem war er Mitglied verschiedener weiterer Akademien. Er signierte mit Carl Hübner oder C. Hübner. Der preußische König ehrte Hübner 1864 mit dem Titel Professor, später erhielt er noch den Roten Adlerorden. Im Dezember 1854 dekorierte ihn der belgische König Leopold I. in Brüssel mit dem Leopoldsorden.
Carl Hübner huldigte dem Zeitgeist durch seine immense Schaffenskraft, doch fehlte es seinen Bildern in den Augen der zeitgenössischen Kritiker am „akademischen Gefühl“. Man warf ihm „Realismus“ vor in dem Sinne, dass er üblicherweise auf Sentimentalisierung und Idealisierung des in seinen Gemälden dargestellten Geschehens verzichtete. Eben deshalb wurde Hübner von der späteren Kritik, insbesondere auch in der kunstwissenschaftlichen Würdigung der 1970er Jahre, zu einem „deutschen Courbet“ stilisiert. Lilian Landes hingegen sieht in Hübners Malerei eine sich „nur partiell den Mut zur Veränderung zugestehende Innovationsbereitschaft“.

## Werke (Auswahl)
- Die schlesischen Weber, 1. und 2. Fassung, 1844; 3. Fassung, 1846
- Das Jagdrecht, später auch als Lithografie von Wildt
- Die Auswanderer (Deutsche Auswanderer nehmen Abschied von den Gräbern der Ihrigen, Abschied der Auswanderer von ihrer Heimat), 1846, Nationalmuseum Oslo
- Abschied deutscher Auswanderer auf dem Kirchhof, 1847, Museum Kunstpalast[11]
- Die Auspfändung, 1847
- Der Hochzeitsantrag, 1850
- Rettung aus Feuersgefahr, 1853, 1854 auf der großen Ausstellung in Brüssel
- Die Überraschung, wurde 1853 lithografiert
- Abschied der Auswanderer, 1855, Kunstforum Ostdeutsche Galerie
- Die Waisenkinder
- Zwillinge
- Die Witwe
- Beim Schreiber, 1863
- Die Sünderin an der Kirchentür, 1867
- Auf der letzten Bank im Gotteshaus, 1867 (1868 für die Gartenlaube auf Holz gezeichnet vom Sohn Julius Hübner)
- Trost im Gebet 1875, 1876 angekauft vom Städtischen Galerieverein[12]
- Fechtboden, undatiert

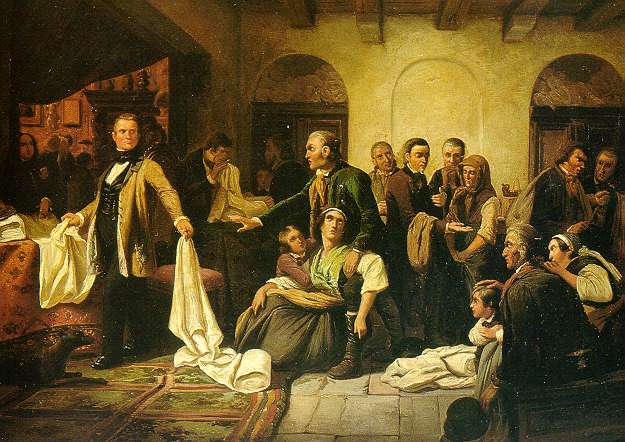
Die schlesischen Weber, 3. Fassung, 1846
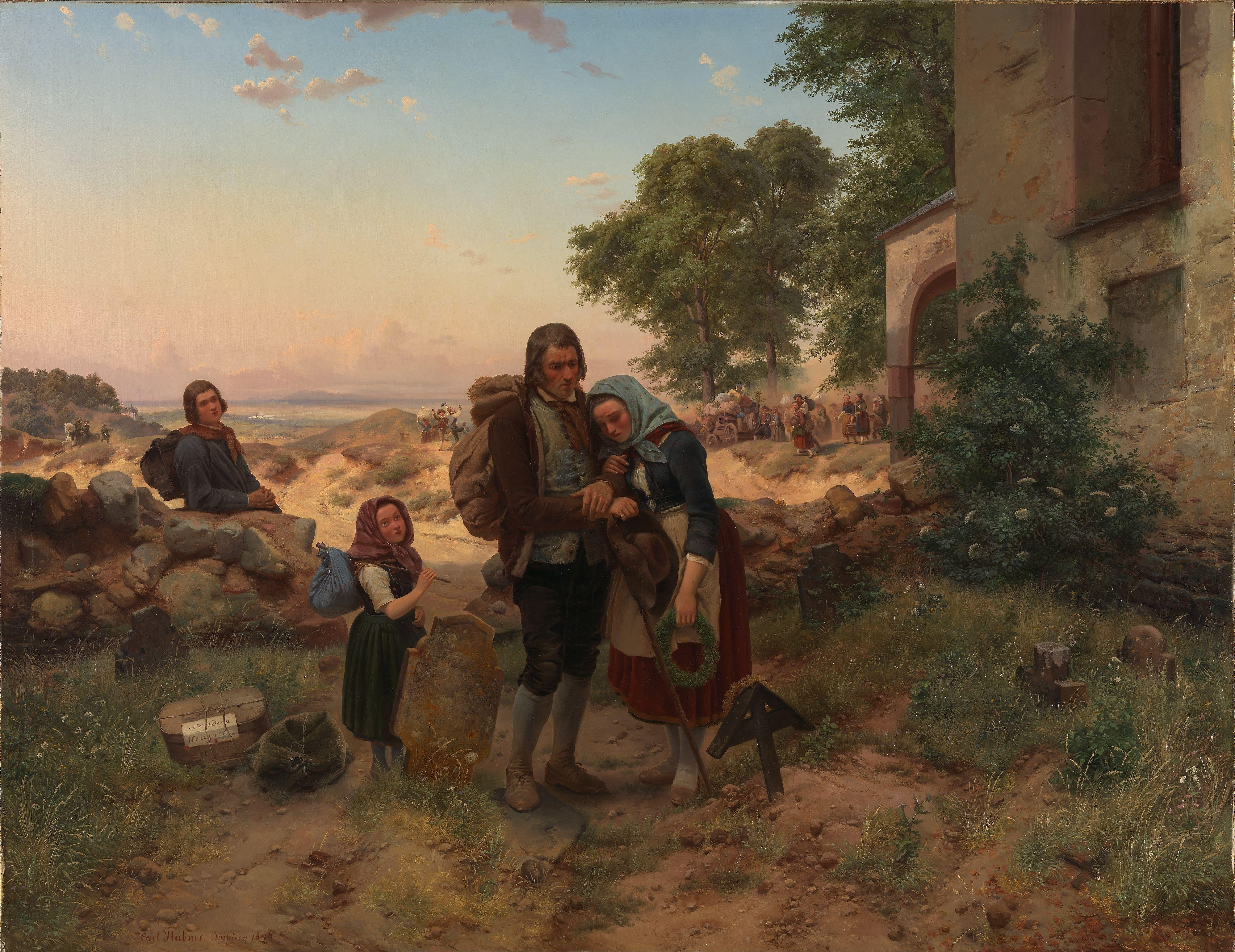
Die Auswanderer, 1846
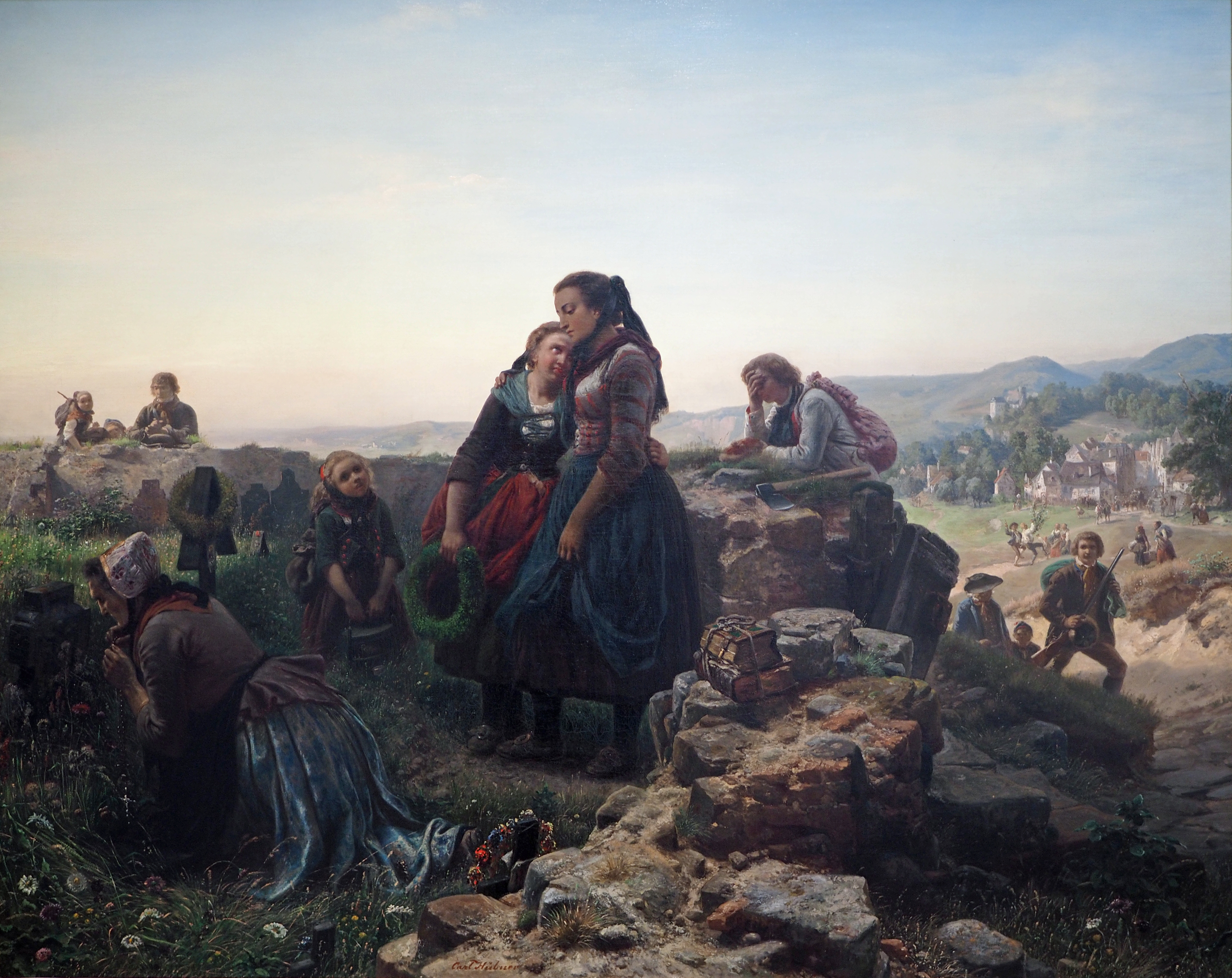
Abschied der Auswanderer, 1855
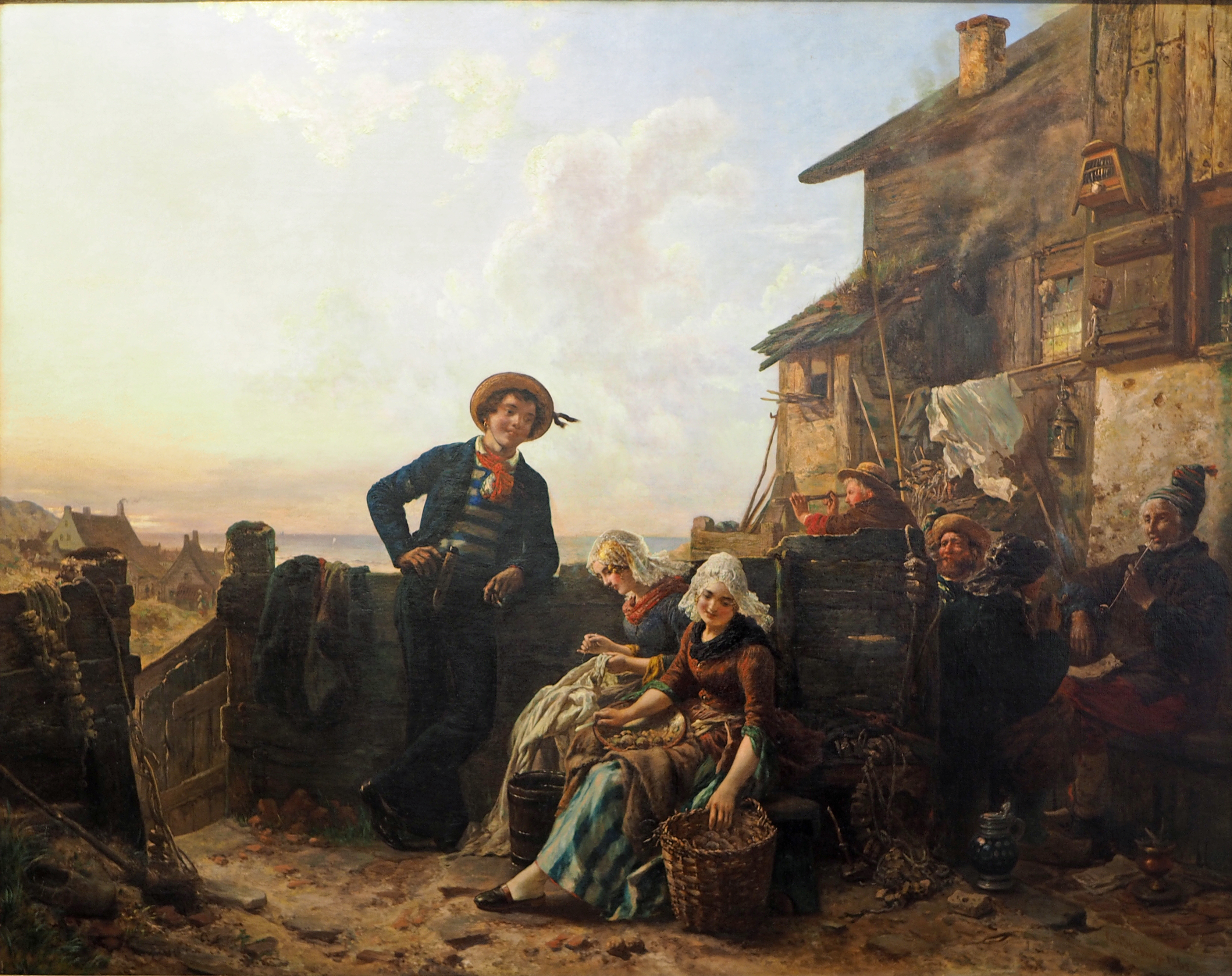
Junger Seemann als Freier, 1862
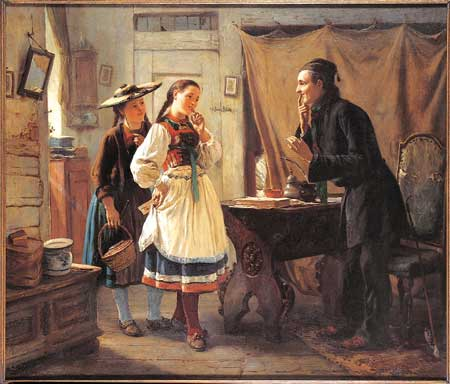
Beim Schreiber, 1863